# La Femme qui rétrécit
Pour plus de détails, voir Fiche technique et Distribution.
La Femme qui rétrécit (The Incredible Shrinking Woman) est un film américain réalisé par Joel Schumacher et sorti en 1981. Il s'agit d'une adaptation du roman L'Homme qui rétrécit de Richard Matheson et d'une parodie de son adaptation de 1957 de Jack Arnold,.

## Synopsis
Après avoir été exposée à une bizarre mixture de différents produits chimiques d'entretien de la maison, Pat Kramer commence à rétrécir. Cela étonne les scientifiques, lui cause beaucoup de soucis dans sa vie quotidienne, émeut le cœur de l'Amérique mais surtout attire l'attention d'un groupe de personnes mal intentionnées. Celles-ci projettent de capturer Pat afin de percer le mystère de son rétrécissement pour pouvoir l'utiliser sur d'autres personnes.

## Fiche technique
- Titre français : La Femme qui rétrécit
- Titre original : The Incredible Shrinking Woman
- Réalisation : Joel Schumacher
- Scénario : Jane Wagner, d'après le roman L'Homme qui rétrécit de Richard Matheson
- Musique : Suzanne Ciani
- Photographie : Bruce Logan
- Montage : Jeff Gourson, Anthony Redman
- Direction artistique : Raymond Brandt
- Costumes : Roberta Weiner
- Chef-décorateur : Jennifer Polito
- Production : Hank Moonjean, Jane Wagner, Katy Emde, Barry R. Parnell
- Société de production : Lija Productions et Universal Pictures
- Distribution : Universal Pictures (États-Unis)
- Pays de production :  États-Unis
- Langue originale : anglais
- Format : couleur (Technicolor) - 1.85:1 - 35 mm
- Genre : comédie, science-fiction
- Durée : 88 minutes
- Date de sortie :
  - États-Unis : 30 janvier 1981

## Distribution
- Lily Tomlin : Pat Kramer / Judith Beasley / Edith Ann / l'opératrice Ernestine
- Charles Grodin : Vance Kramer
- Ned Beatty : Dan Beame
- Henry Gibson : Dr. Eugene Nortz
- Elizabeth Wilson : Dr. Ruth Ruth
- Mark Blankfield : Rob
- Maria Smith : Concepcion
- Pamela Bellwood : Sandra Dyson
- John Glover : Tom Keller
- Nicholas Hormann : Logan Carver
- James McMullan : Lyle Parks
- Shelby Balik : Beth Kramer
- Justin Dana : Jeff Kramer
- Richard A. Baker : Sidney
- Mike Douglas : lui-même
- Dick Wilson : chef du magasin
- Sally Kirkland : caissière du magasin
- Macon McCalman : Dr. Atkins

## Production
John Landis est initialement engagé pour réaliser cette adaptation du roman L'Homme qui rétrécit de Richard Matheson. Mais il quitte le projet en désaccord avec Universal Pictures qui réduit le budget de 30 millions à 10 millions de dollars.
L'humoriste Lily Tomlin incarne ici quatre personnages différents, dont celui de Judith Beasley qui apparait dans certains de ses sketches et celui d'Ernestine de Laugh-In. Le scénario est signé par sa compagne Jane Wagner.
Le tournage a lieu dans les studios Universal en Californie.

## Accueil
Le film reçoit des critiques plutôt négatives dans la presse américaine.
Vincent Canby du The New York Times écrit cependant une critique plutôt positive. Il décrit le film comme « une variation aimablement drôle du film de science-fiction classique de Jack Arnold de 1957, L'Homme qui rétrécit, qui était adapté du roman de Richard Matheson ». Le journaliste écrit par ailleurs qu'il s'agit d'une « comédie discrète qui passe d'une idée de bande dessinée à l'autre avec la manière un peu inquiète d'un comédien de boîte de nuit faisant une nouvelle improvisation. Il réussit des morceaux séparés par de longs patchs plus remarquables par leur bonne volonté que par leur esprit ». Quant à la scénariste Jane Wagner, il commente « Mlle Wagner a un grand talent pour ce genre de monologues, de croquis et de personnages étranges qui ont rendu Appearing Nately de Miss Tomlin si mémorable à Broadway, mais pas pour créer un récit comique soutenu ».
Roger Ebert de The Chicago Sun-Times' est moins enthousiaste et pense que c'est « un film formidable pour les enfants et les adolescents. C'est un fait mélancolique de l'époque où nous vivons que tout film d'ambition, même modérée, est censé devenir un blockbuster - et que les “films de famille”, à quelques exceptions près, sont stupides, innocents et ennuyeux. Mais La Femme qui rétrécit n'est pas stupide, est parfois méchamment consciente et n'est que périodiquement ennuyeuse ». Il remarque cependant que le film est « aussi drôle dans son approche visuelle, nous montrant un monde de banlieue dans lequel tout est fait dans des couleurs hideusement joyeuses et tout le monde, même le présentateur de télévision, porte des blazers pêche. L'Amérique dans ce film ressemble à un gigantesque nuancier de peinture. »

## Distinctions
- Meilleure actrice au Fantafestival 1981 pour Lily Tomlin[6]
- Young Artist Awards 1981 : nominations pour le meilleur film familial (fantastique ou comédie) et la meilleure jeune actrice pour Shelby Balik
- Saturn Awards 1982 : nomination au Saturn Award de la meilleure actrice pour Lily Tomlin